# フル・メジャー・ウィズ・シャリル・アットキソン
『フル・メジャー』（Full Measure）は、調査ジャーナリストのシャリル・アットキソンがホストを務める、アメリカの日曜日朝の政治問題・調査ニュースマガジンシリーズ。番組は、シンクレア・テレビジョン・グループ（Sinclair Television Group）によって制作、放送、シンジケートされている。シンクレア・ブロードキャスト・グループ部門が運営する殆どのテレビ局で放映されており、最初は東部標準時の日曜日9:30に一部の放送局で放送され、その後、他の放送局によって放送される。また、番組のウェブサイト「FullMeasure.news」にて生放送でストリーミングされる。トピックには、政府支出や不適切と見なされる行動の報道が含まれることがよくある。

## 形式
『フル・メジャー（Full Measure）』は、アメリカのために戦って亡くなった兵士を称えるゲティスバーグ演説の行に因んで名付けられた。当番組は、他の日曜日の広報番組とは異なり、このようにフォーマットされた既存の番組が普及しているためにアットキソンが避けようとした、一般的な週毎の政治的ディスカッションまたはパネルディスカッション形式を利用していないためである。代わりに、マガジン形式の番組は、政治的・社会経済的問題（州・連邦政府による無駄なプロジェクト支出、政治的内部告発、企業や特別利益団体による詐欺や権力の乱用を含む）を中心とした調査「説明責任ジャーナリズム（accountability journalism）」に焦点を当てて、アットキソンと特派員のチームによって実施された複数の長い形式のリポートの組み合わせを特徴としている。
番組で取り上げられたリポートは、主にアットキソンが他の報道機関によって「触れられないトピック」であると見なすトピックの問題を扱っており、ポイントを証明するためだけに[イデオロギー]的な方向に「操縦」されない方法でリポートされることを目的としている。標準的な日曜朝のトーク番組形式とは異なるが、『フル・メジャー』では、ニュースでの政治家へのインタビューも取り上げられている。2015年10月4日に放送された初回では、共和党の大統領候補であるドナルド・トランプとのアットキソンによるインタビューが取り上げられた。シンクレアの幹部であるデイビッド・スミスは、2016年の選挙でトランプと会い、次期大統領に「私たちはあなたのメッセージを伝えるためにここにいる」と語った。トランプの選挙運動にリポーターを組み込むことは売り込みの一部だった。

## 制作と発展
2015年4月22日、シンクレア・ブロードキャスト・グループは、同年秋にパートナー企業（ディアフィールド・メディアやカニンガム・ブロードキャスティングなど）が運営するものを含め、79の市場でシンクレア所有のABC、NBC、CBS、FOX、The CW系列局の殆どでデビューする30分間のワシントンD.C.拠点のニュース番組のホストを務めることでアットキソンと合意に達したと発表した。『フル・メジャー』の制作は、シンクレアがオリジナル番組の発展（2011年にレスリングプロモーションを購入した後、リング・オブ・オナーの週刊番組を制作し、アメリカン・スポーツ・ネットワークシンジケーションサービスを所有し、シンクレアに近い別会社のハワード・スターク・ホールディングスに関心を持っている保守的なコメンテーターのアームストロング・ウィリアムズの『ザ・ライト・サイド（The Right Side）』を配給した）にさらに挑戦し始めた時に始まった。この動きは、同年7月に発表されたザ・トルナンテ・カンパニー（元ウォルト・ディズニー・カンパニーCEOのマイケル・アイズナーが所有）との投資/開発契約を通じて固まった。
アットキソンは、自身のCBSオフィスのコンピューターがハッキングされてスパイウェアに感染し、記者がCBSニュースの経営陣からの編集上の干渉を経験し、彼女が公正であると認識した方法で報告しようとしたことを2014年の著書「Stonewalled」に詳述されている主張に続いて、前年にCBSニュースのワシントンD.C.支局特派員を辞任した後、2014年からシンクレアのワシントン担当記者としてフリーランス特派員として勤務していた。2012年のベンガジ攻撃の調査やペイシェントプロテクション・アンド・アフォーダブルケア法の展開など、バラク・オバマ政権に関連するトピックが論争の的となった。アットキソンは、夕方のローカルニュース番組のためにシンクレアグループのニュース制作局にシンジケートされたリポートを提出し、その後、2015年6月にシンクレア支局にフルタイムで正式に参加した。
シンクレア・テレビジョン・グループのニュース担当副社長であるスコット・リビングストンは、番組、そのタイトル、初回放送日を発表する際に、番組の目標は「視聴者に影響を与える主要な問題の背景と展望を提供すること」であると述べ、彼は、アットキソンの「政府の無駄、乱用、不正を暴露するという揺るぎないコミットメントが私たちのニュース番組の基礎になるだろう」と述べた。当番組には、エグゼクティブプロデューサーのバット・ハンフリーズ（以前は『ジ・アーリー・ショー』のエグゼクティブプロデューサー、部門のスタンダーズ・アンド・プラクティスディレクターを務めていた）など、元CBSニュース制作スタッフが何人か雇われた。
シンクレアは、アットキソンに『フル・メジャー』の編集上の制御を与え、物議を醸す、または政治的またはイデオロギー的な議題を持っていると見なされる可能性のあるトピックに対処できるようにした。同社は、2003年以来、企業関係担当副社長のマーク・ハイマンがホストを務めるシンジケート化された保守的な週刊解説コーナーについて、過去に一部のメディア擁護団体から批判されており、過去の大統領選挙で民主党候補に批判的な番組を制作してきた。